# Ромченко, Сергей Васильевич
Сергей Васильевич Ромченко (1893—1970) — партийный деятель, член ВКП(б) с 1917 г., председатель Смоленского облисполкома (1937).

## Биография
Сергей Ромченко родился в 1893 году в Новгороде-Северском. Окончил четырёхклассное городское училище в 1910 году. С 1911 года Ромченко работал писарем. В 1914 году он сдал экзамены на звание учителя и работал по специальности. После Февральской революции Ромченко вступил в партию большевиков, а после Октябрьской революции стал руководителем Новгород-Северской партийной организации и уездного исполкома. Возглавлял военревком под псевдонимом Звонов.
В годы Гражданской войны работал на партийных должностях на Черниговщине и Винниччине. В 1926 году Ромченко окончил московский институт народного хозяйства, после чего работал в Наркомзёме. В 1928 году он был направлен на работу в Среднюю Азию.
С 1933 года Ромченко работал в Западной области председателем Вяземской государственной межрайонной комиссии по определению урожайности и размеров валового сбора зерновых культур, в марте 1935 года — председателем Смоленской государственной комиссии по урожайности, с сентября 1936 года — уполномоченного государственной комиссии по урожайности Западной области, а с апреля 1937 года — начальника Смоленского областного управления нархозучёта.
В период с 26 августа по 15 октября 1937 года Ромченко исполнял обязанности председателя Смоленского облисполкома. С марта 1938 года он работал заместителем председателя Смоленского облисполкома, но уже осенью того же года был снят с должности.
По состоянию на 1957-58 гг. проживал в Москве, был на пенсии.
Сведений о дальнейшей жизни не имеется. Умер в 1970 году, похоронен в колумбарии Новодевичьего кладбища Москвы.